# Dubiaranea melanocephala
Dubiaranea melanocephala är en spindelart som beskrevs av Alfred Frank Millidge 1991. Dubiaranea melanocephala ingår i släktet Dubiaranea och familjen täckvävarspindlar.
Artens utbredningsområde är Peru. Inga underarter finns listade i Catalogue of Life.